# Jména v angličtině
Jména (nouns) tvoří nejpočetnější skupinu slov v angličtině jak co do výskytu ve slovníku, tak co do zastoupení v běžném anglickém textu. Vyznačují se tím, že mohou být podmětem věty. Dělí se do tří hlavních skupin: obecná podstatná jména (common nouns), vlastní jména (proper nouns) a zájmena (pronouns).
V angličtině je ovšem funkce slova určena jeho postavením ve větě, takže stejné slovo může snadno nabývat jak funkci jména, tak i jiné funkce. Například slovo dream může mít jak význam obecného jména (I have a dream = mám sen), tak i slovesa (I dream = sním).

## Charakteristika
Podstatná jména v angličtině dělíme na:
- Obecná (Common)
  - Počitatelná (Count/Countable) podstatná jména označující osoby a věci, které lze počítat na jednotky nebo kusy
    - Konkrétní (Concrete): např. dog, house, car, atd.
    - Abstraktní (Abstract): např. problem, difficulty, atd.

  - Nepočitatelná (Uncount/Uncountable) podstatná jména látková a abstraktní, a některá další
    - Konkrétní (Concrete): milk, wood, atd.
    - Abstraktní (Abstract): information, happiness, atd.
- Vlastní (Proper) Jména lidí, zemí, hor, vod, uměleckých děl, staveb a organizací.
- Zájmena (Pronouns)

V angličtině je podstatné jméno obvykle doprovázeno determinátorem (determiner), například určitým členem the. Determinátory jsou specifické pro všechny alespoň částečně analytické jazyky.

## Rod podstatných jmen
V angličtině téměř neexistuje gramatický rod (gender). S určitými výjimkami (například lodě mohou být ženského rodu) se určuje pouze u osobních podstatných jmen (personal nouns), a to podle přirozeného rodu.
Platí následující dělení:
- Osobní podst. jm. (Personal/Human nouns):
  - Mužský rod (Masculine): Peter, a boy, a man, atd.
  - Ženský rod (Feminine): Mary, a girl, a woman, atd.
  - Duální (Dual): a doctor, a journalist, atd.
- Neosobní podst. jm. (Non-personal/Neuter): a car, a bear, atd.

Rod se projevuje při používání
osobních zájmen (personal pronouns): he, she, it a
vztažných zájmen (relative pronouns): who používáme pro osobní podstatná jména a which pro neosobní.

## Číslo podstatných jmen
Angličtina u podstatných jmen rozlišuje číslo jednotné a číslo množné. Číslo množné mají pouze počitatelná podstatná jména. Nepočitatelná podstatná jména číslo množné nemají.

### Pravidelné množné číslo
Množné číslo se tvoří pravidelně:
- v písmu: příponou -s, po sykavkách a slabičných samohláskách -y (změní se na "-i") a -o: -es;
- ve výslovnosti:
  - po sykavkách: slabičná znělá [iz]: watch, watches = hodinky; dresses;
  - po neznělých souhláskách (vyjma sykavek): neslabičná neznělá [s]: cap, caps = čepice; bets, weeks, beliefs;
  - po znělých souhláskách (vyjma sykavek) a slabičných samohláskách neslabičná znělá [z]: bottle, bottles = láhev, lahve; doctors, plays, pegs; body, bodies; hero, heroes

### Nepravidelné množné číslo
Angličtina má jedenáct nepravidelných podstatných jmen:
| jednotné číslo | množné číslo | česky                              |
| man            | men          | muž, muži                          |
| woman          | women        | žena, ženy                         |
| child          | children     | dítě, děti                         |
| ox             | oxen         | vůl, voli                          |
| brother        | brethren     | bratr, bratří (členové řádu)       |
| foot           | feet         | noha, nohy                         |
| goose          | geese        | husa, husy                         |
| tooth          | teeth        | zub, zuby                          |
| louse          | lice         | veš, vši                           |
| mouse          | mice         | myš, myši                          |
| die            | dice         | hrací kostka                       |
| penny          | pence        | penny (britská měna, setina libry) |

Nepočitatelná podstatná jména množné číslo nemají z definice. Ale některá podstatná jména počitatelná mají stejný tvar jednotného i množného čísla, bez koncovky -s, např.
- aircraft = letadlo, letadla
- fish = ryba, ryby
- means = prostředek, prostředky
- sheep	= ovce, ovce

### Pravidla pro podstatná jména pocházející z klasických jazyků
Řada podstatných jmen pocházejících z klasických jazyků si ponechávají původní latinský, řecký nebo hebrejský plurál. Většinou o odborné termíny z matematiky, medicíny, zoologie, botaniky, astronomie aj.
Podstatná jména s koncovkou
- "-us": "-i" (vysl. -ai), např. stimulus - stimuli (podnět, podněty)
- "-um": "-a", (vysl. -a), např. stratum - strata (vrstva)
- "-sis": "-ses" (vysl. -zíz), např. analysis - analyses analýza
- "-a": "-ae" (vysl. -i:), např. larva: larvae (larva)
- "-ix": "-ices" (vysl. -siz), např. matrix: matrices (matice)
- Některá podstatná jména převzatá z hebrejštiny si ponechávají hebrejský plurál např. kibutz - kibutzim, chasid - chasidim.

## Pád podstatných jmen
Angličtina rozlišuje čtyři pády, jeden podmětný a tři předmětné:
- nominativ (podmětný pád)
- genitiv (je charakterizován předložkou of nebo příponou "-’s")
- dativ
- akuzativ

Angličtina pády nerealizuje flexí, tj. ani změnou slovního kmene, ani příponou, ani předponou. Podstatné jméno samo nepodléhá žádné morfologické změně, a tak pád lze většinou rozeznat pouze pozicí podstatného jména ve větě, u nepřímých pádů pozicí a předložkou. V nominativu je podstatné jméno tehdy, pokud je podmětem věty. V genitivu, dativu a akuzativu je tehdy, pokud je předmětem věty.

### Nominativ
Nominativ, jak z jeho obecné definice vyplývá, je pád, kterým se ve větě realizuje podmět. Každé podstatné jméno je v nominativu, pokud je podmětem.

### Genitiv
Genitiv, přivlastňovací pád má v angličtině stejnou funkci jako ve většině ostatních indoevropských jazyků (krom těch, které mají vedle genitivu i ablativ). Má dvě formy: předložkovou a adnominální.
Předložková forma genitivu v angličtině je realizována pomocí předložky of. Lze ji použít pro všechna podstatná jména.
Příklady:
- This is a house of my Father. = Toto je dům mého otce.
- A brother of my Mother is my uncle. = Bratr mé matky je můj strýc.

Adnominální forma genitivu, běžněji nazývaná přivlastňovací pád (nebo také saský genitiv), je v angličtině realizována pomocí přípony "-’s" (resp. "-’" u psaného množného čísla - zvukově se neprojevuje). Lze ji použít pouze pro podstatná jména označující osoby (včetně vlastních jmen a titulů), zvířata (zejména pro zvířata chovaná pro potěchu, méně už pro zvířata chovaná pro užitek), názvy států a zemí, neurčitá zájmena osobní a pro časové výrazy.
U zeměpisných názvů a neživých věcí se přivlastňovací pád používá ale pouze tehdy, pokud jimi rozumíme skupinu lidí.
Příklady:
- the hotel’s occupants spíše než the hotel’s furniture

Příklady:
- My sister lived in Ann’s house for 7 years. = Moje sestra žila v Annině domě sedm let.
- Sahara is Africa’s largest desert = Sahara je největší pouští Afriky
- Liberals’ view on government is unacceptable for most of us. = Názor liberálů na vládu je pro většinu z nás nepřijatelný.

U více podstatných jmen ve skupině realizujeme abdominální formu genitivu pouze u posledního členu skupiny, přivlastňujeme-li všem jednu věc. Přivlastňujeme-li každému členu seznamu po jedné věci stejného druhu, opatříme příponou -’s každý člen skupiny.
Příklady:
- This is my mother and father’s car. = To je auto mého otce a matky. (hovoříme o jednom autu)
- These are my mother’s and father’s car. = To je auto mého otce a to auto mé matky. (hovoříme o dvou autech)

Přivlastňovací pád funguje jako determinátor (člen) (determiner) nebo modifikátor (modifier). Tato vlastnost ovlivňuje používání členů v angličtině.

#### Genitiv ve funkci determinátoru
Pokud je přivlastňovací pád ve funkci centrálního determinátoru, pak není možné ke klíčovému podstatnému jménu přidávat ještě další determinátory.
Příklady:
- Joan’s new briefcase. (nikoli: The Joan's new briefcase.) (1)
- My cousin’s new briefcase. (nikoli: *My new briefcase.) (2)

Z příkladů jasně vyplývá, že determinant my v příkladu (2) nepatří k podstatnému jménu briefcase, ale cousin. Ještě lépe je toto vidět, pokud použijeme předložku of:
- The new briefcase of my cousin.

My cousin’s tedy nahradí pozici determinátoru the.
Slova, která se vyskytují před přivlastňovacím pádem, se vždy vztahují k tomuto pádu, proto v příkladu (1) není možné používat určitý člen, pokud je přivlastňovací pád tvořen vlastním jménem. V angličtině se vlastní jména vždy vyskytují bez členu. Nelze říct: The new briefcase of the Joan.

#### Genitiv ve funkci modifikátoru
Pokud je přivlastňovací pád ve funkci modifikátoru, pak se determinátory před ním vztahují ke klíčovému podstatnému jménu.

### Dativ
Dativ lze v angličtině snadno rozlišit u ditranzitivních sloves (tj. sloves pojících se se dvěma předměty). V těchto případech stojí v dativu nepřímý předmět. Pokud je pořadí předmětů nepřímý – přímý, je podstatné jméno v dativu bez předložky; pokud je v pořadí předmětů přímý – nepřímý, stojí před podstatným jménem v dativu předložka to nebo for.
Příklady:
- My sister gave our Mother a beautiful present. = Moje sestra dala naší matce krásný dárek.
- My sister gave a beautiful present to our Mother. = Moje sestra dala krásný dárek naší matce.
- That was the nicest church Mary showed the children = Byl to nejkrásnější kostel, který Mary dětem ukázala.
- Our children often listen to the radio. = Naše děti často poslouchají rádio.

### Akuzativ
Akuzativ je pád, ve kterém stojí přímý předmět tranzitivních sloves. Je realizován bez předložky nebo s předložkou, krom předložek of a to.
Příklady:
- We built a new house. = Postavili jsme nový dům.
- The teacher will speak about English grammar this afternoon. = Učitel bude dnes odpoledne hovořit o anglické mluvnici.
- We are studing for the exam. = Učíme se na tu zkoušku.

Pády akuzativ a dativ se někdy společně nazývají poněkud nepřesně objective, česky předmětný pád, toto pojmenování má však význam hlavně pro označení tvarů zájmen, pro podstatná jména je systematicky nedostačující.